# República Móvil
República Móvil, legalmente Orange España Virtual, S.L.U.,  fue una compañía de telecomunicaciones de bajo coste que ofreció telefonía móvil e internet (4G y fibra) en España. El operador se mantuvo desde su fundación en 2013 como empresa independiente (República de Comunicaciones Móviles, S.L.U.) hasta que en noviembre de 2018 pasó a ser propiedad de Orange España.

## Historia
El servicio de República Móvil se lanzó comercialmente el 1 de noviembre de 2013 como operador móvil virtual bajo la cobertura de Orange España. Se presentó como "la primera operadora que 'paga' a sus clientes", haciendo alusión al plan pioneros, que realiza un descuento en factura a los clientes que consigan que otras personas se sumen a la compañía. 
A finales de 2018, Orange España adquirió la operadora República Móvil, por la que pagó alrededor de 25 millones de euros. República Móvil pasó a ser legalmente Orange España Virtual, S.L.U., la misma denominación social que Simyo.
En verano de 2020, presentó su nuevo servicio de fibra óptica, con agresivas ofertas de convergencia a partir de 29€/mes. El servicio de fibra se encontraba en dos modalidades: 100 mb y 500 mb de velocidad simétrica.
El 12 de junio de 2021, se materializó la integración en Simyo anunciada en el mes de abril de ese año.